# Naissance en 849
Naissance
- 845
- 846
- 847
- 848
- 849
- 850
- 851
- 852
- 853

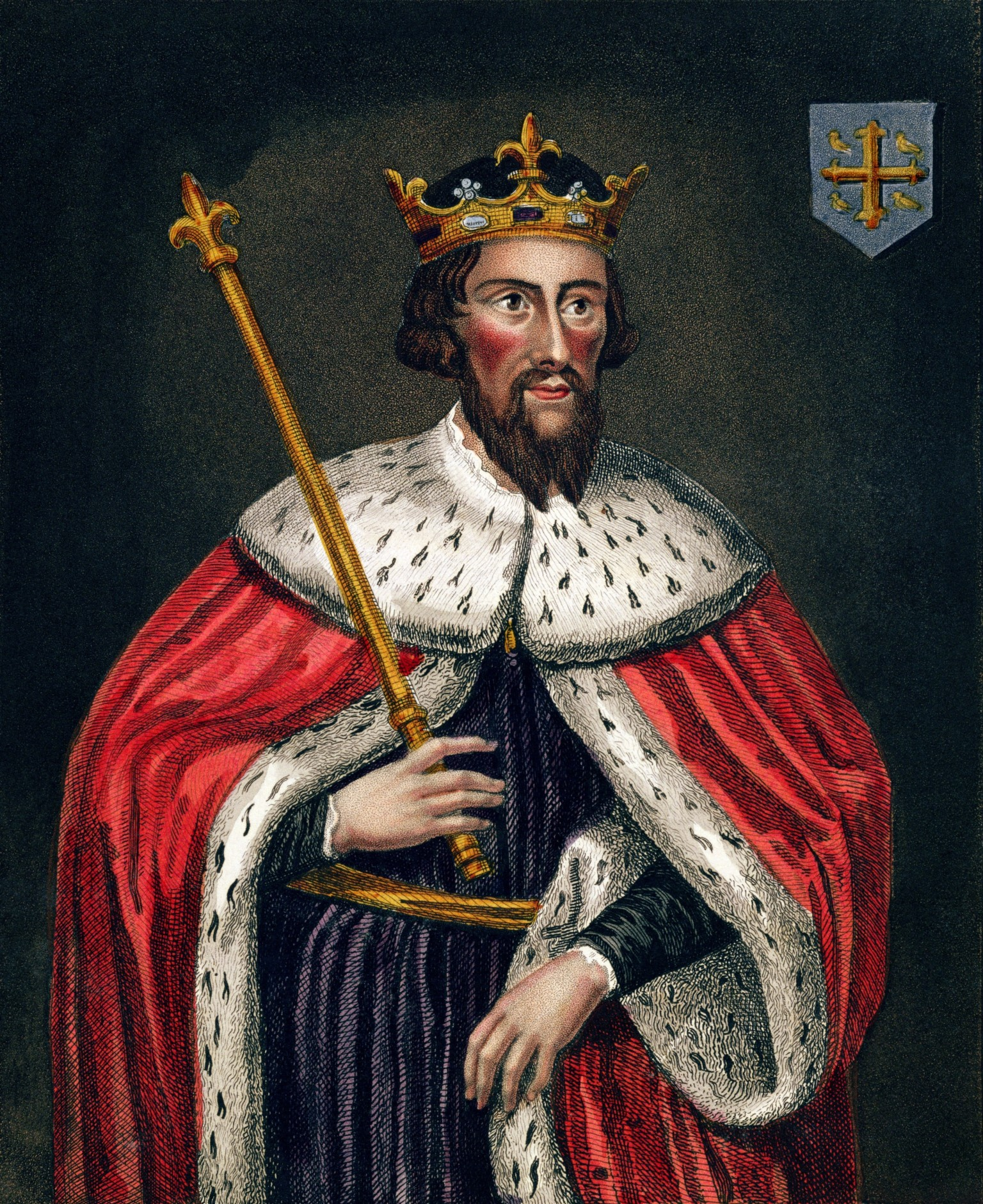
Alfred le Grand né vers 849.

Cette page dresse une liste de personnalités nées au cours de  l'année 849 :
- mai : Ismaïl Ier, émir perse samanide de la Transoxiane et du Khorassan

date incertaine (vers 849)
- Alfred le Grand, roi du Wessex

## Crédit d'auteurs
- Cet article est partiellement ou en totalité issu de l'article intitulé « 849 » (voir la liste des auteurs).